# Rue du Maréchal-Leclerc (Saint-Maurice, Val-de-Marne)
Pour les articles homonymes, voir Rue du Maréchal-Leclerc.
La rue du Maréchal-Leclerc est une voie qui marque la limite située à Saint-Maurice.

## Situation et accès
Cette avenue orientée de l'ouest à l'est et fait la liaison entre les deux parties de la commune de Saint-Maurice. Elle commence à la limite de Charenton-le-Pont, traverse la place Jean-Jaurès où se rencontrent le quai de la République et la rue du Val d'Osne et suit ensuite le bras de Gravelle, bras secondaire de la Marne. Elle passe ensuite sous l'autoroute de l'Est et se termine à la limite de Joinville-le-Pont, au niveau du canal de Saint-Maur.

## Origine du nom

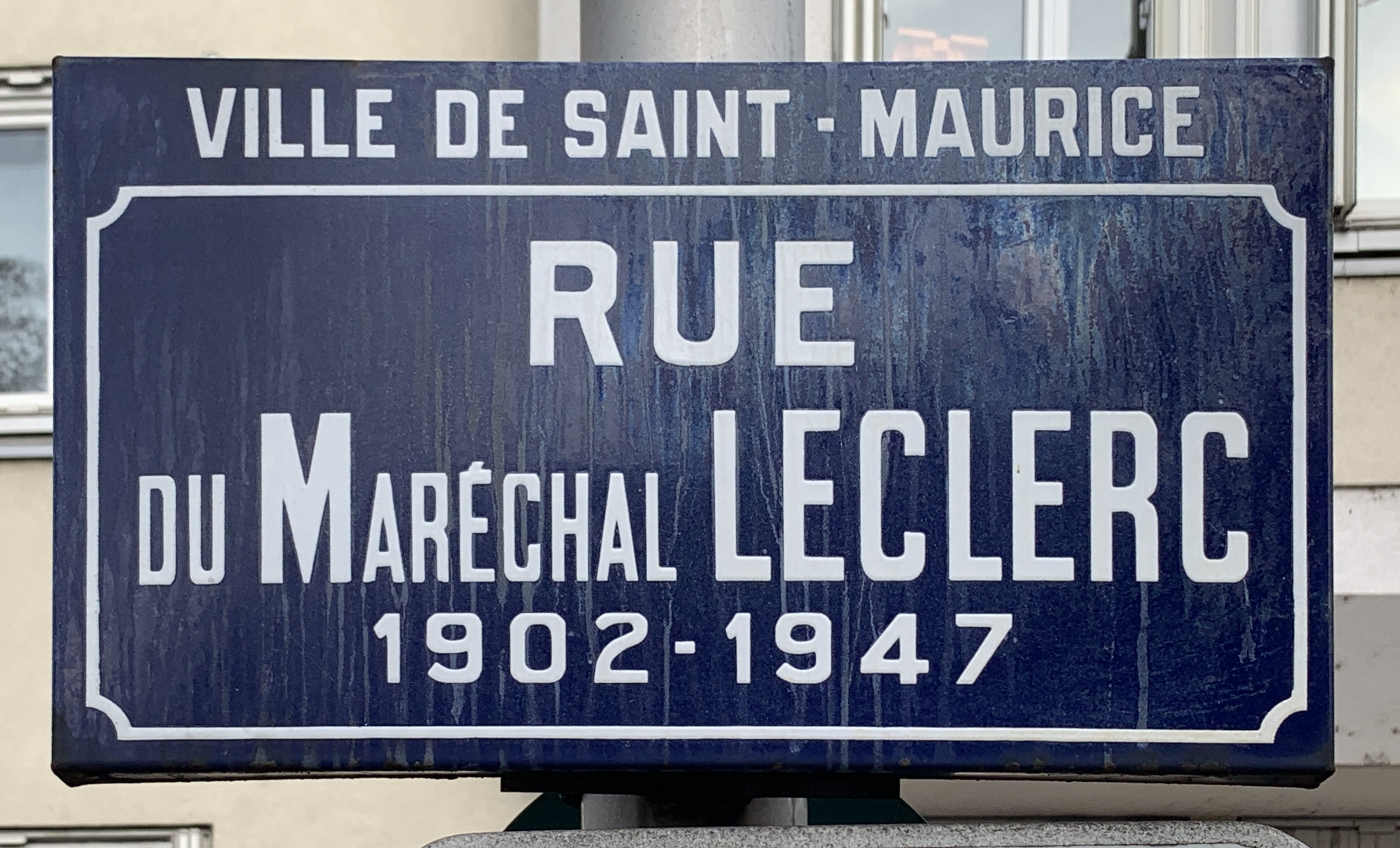
Plaque de la rue.

Cette rue rend honneur au maréchal de France Philippe Leclerc de Hauteclocque.

## Historique
La partie la plus ancienne de la rue entre l'avenue du Maréchal-de-Lattre-de-Tassigny et la place Jean-Jaurès, « la Chaussée », qui a donné son nom au moulin de la Chaussée donnait accès au temple de Charenton puis au couvent du Val d'Osne par la voie correspondant à l'actuelle rue du Val d'Osne.
La partie est de la rue entre la place Jean-Jaurès et Saint-Maur est créée en 1768 à la suite d'une autorisation royale donnée en 1767 aux religieux de la Charité, seigneurs de Charenton-Saint-Maurice et fondateurs d'un hôpital à l'origine de l'actuel hôpital Esquirol, de faire une route pavée au bord de la rivière. Auparavant la voie reliant Saint-Maurice à Saint-Maur était le « chemin du haut ». Ce chemin disparu était situé à l'arrière de l'actuelle mairie à l'emplacement du mur d'enceinte du domaine de l'hôpital puis au sud de l'avenue de Gravelle et sur le tracé de l'avenue du Chemin-de-Presles.

## Édifices remarquables
- Ancien bâtiment de la gendarmerie nationale, recensé à l'Inventaire général du patrimoine culturel[2].
- Église Saint-Maurice.
- Hôpital Esquirol.
- Hôtel de ville de Saint-Maurice.
- Maison natale d'Eugène Delacroix.
- Moulin de la Chaussée.
- Moulin Rouge,  immeuble recensé à l'Inventaire général du patrimoine culturel[3].
- Au no 212, un immeuble recensé à l'Inventaire général du patrimoine culturel[4].
- Emplacement du premier lieu de culte autorisé en région parisienne et d'un ancien cimetière protestant[5], où l'on  a retrouvé la tombe de Thomas Craven. Détruit en 1685, il a été reconstruit en 1889 rue Guérin à Charenton-le-Pont.

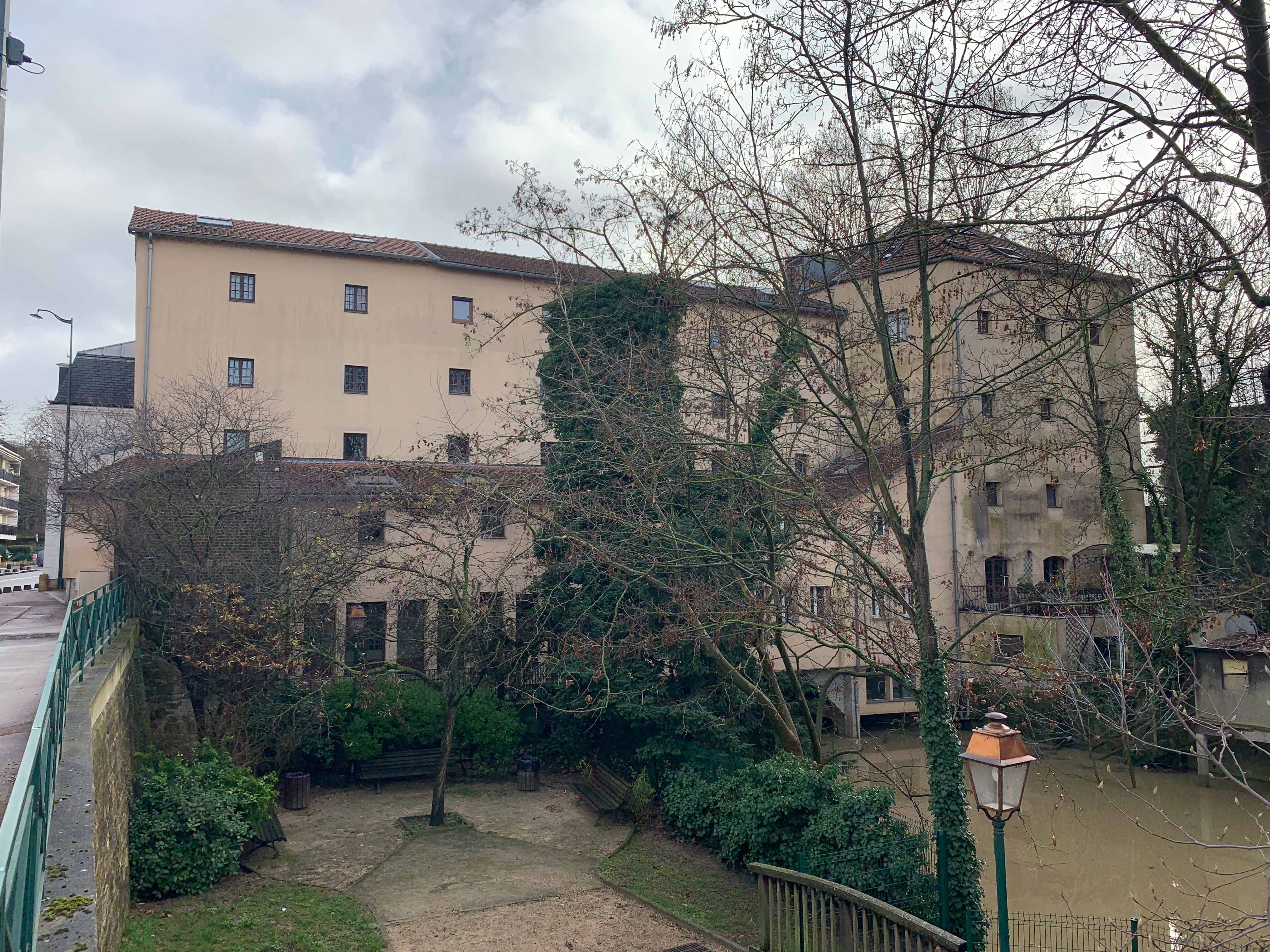
Moulin Rouge
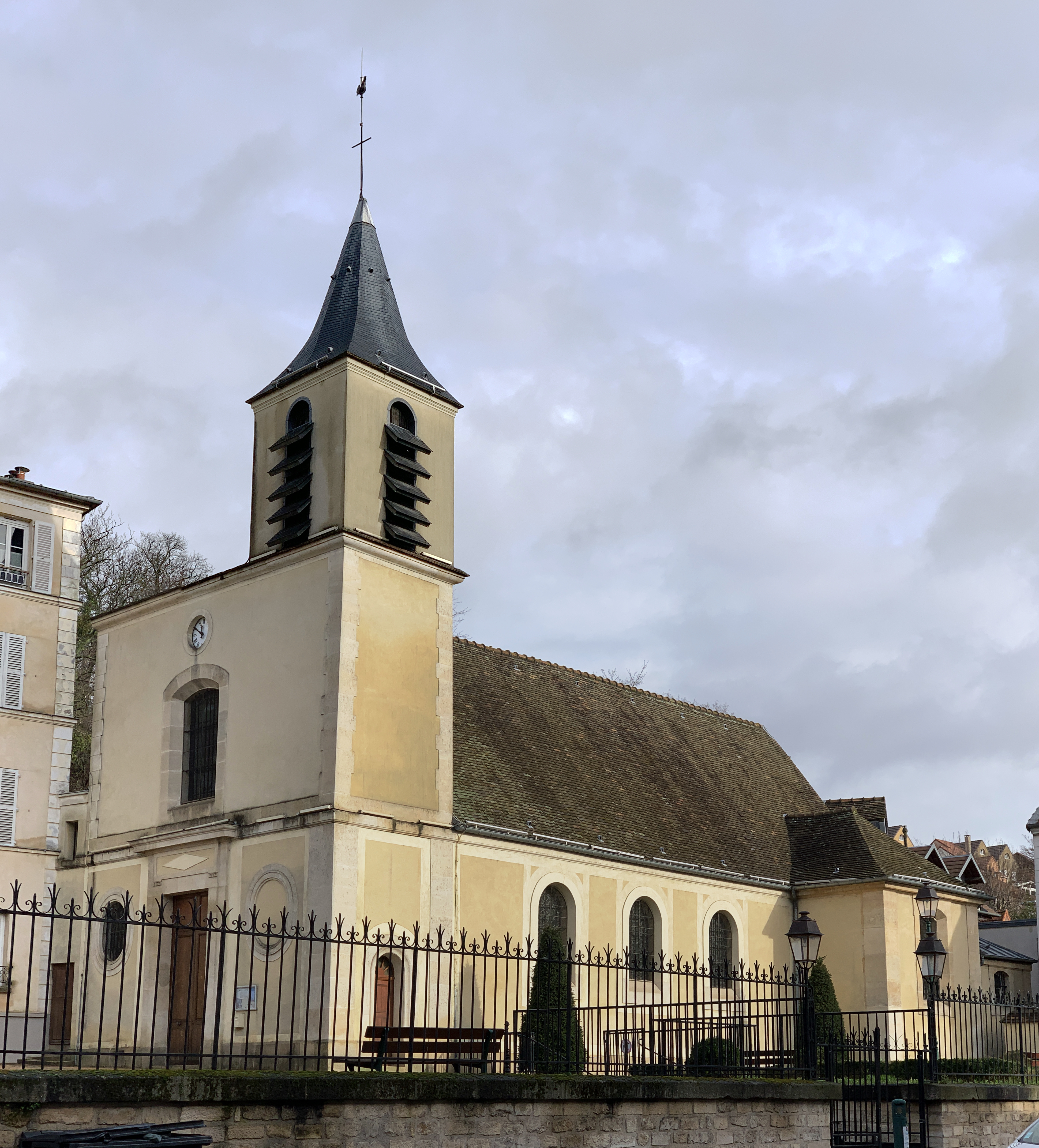
Église Saint-Maurice.
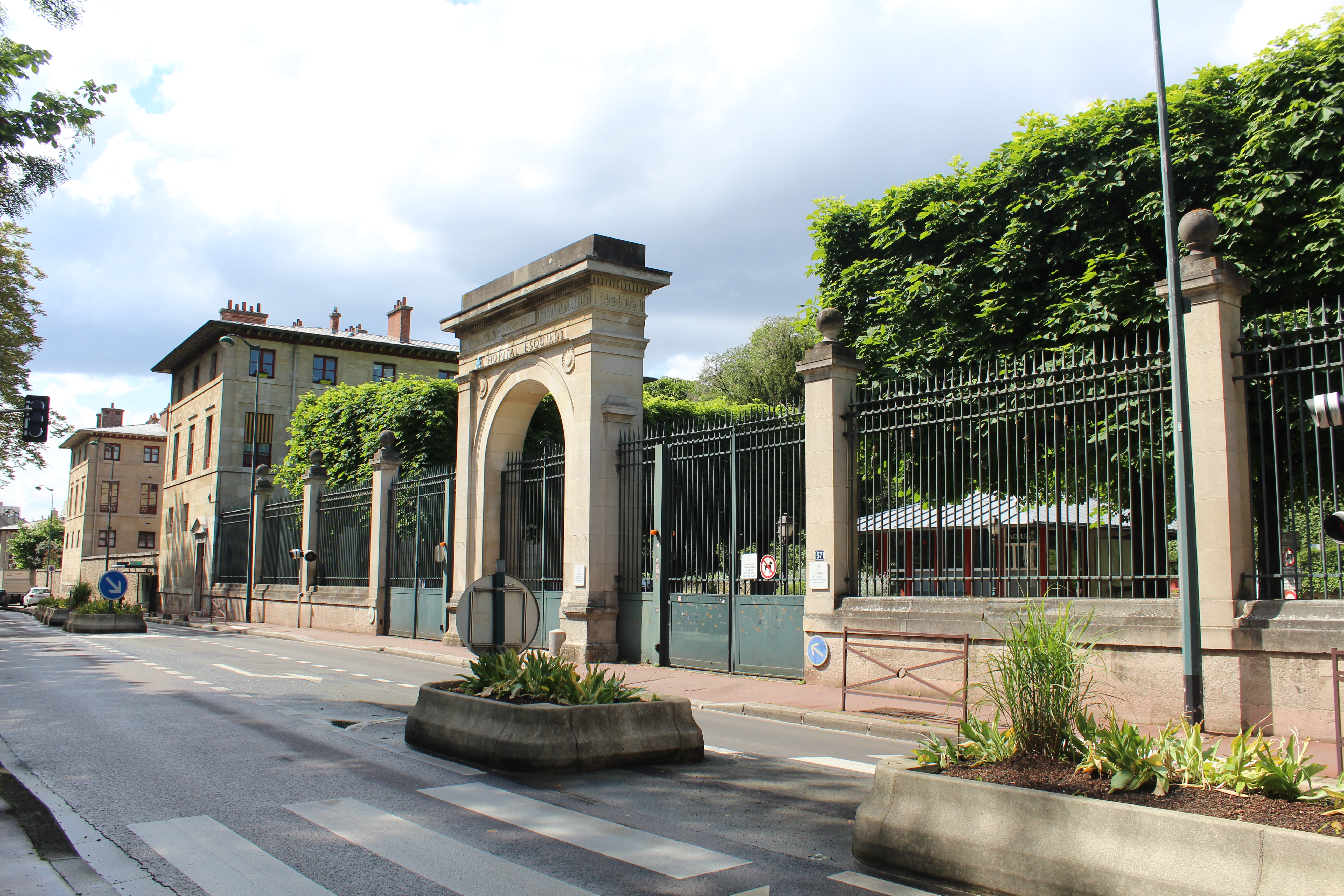
Hôpital Esquirol.
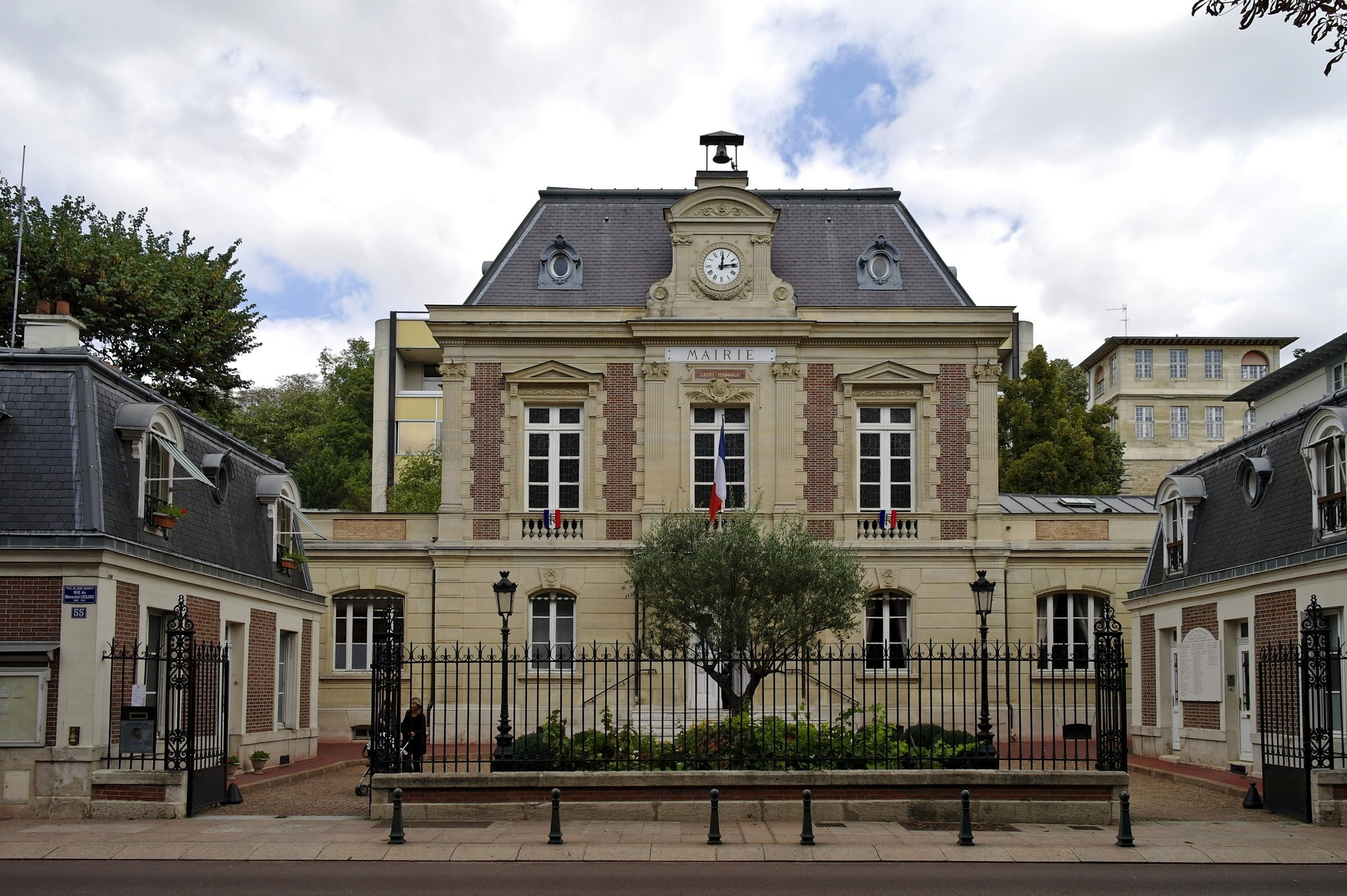
Mairie.
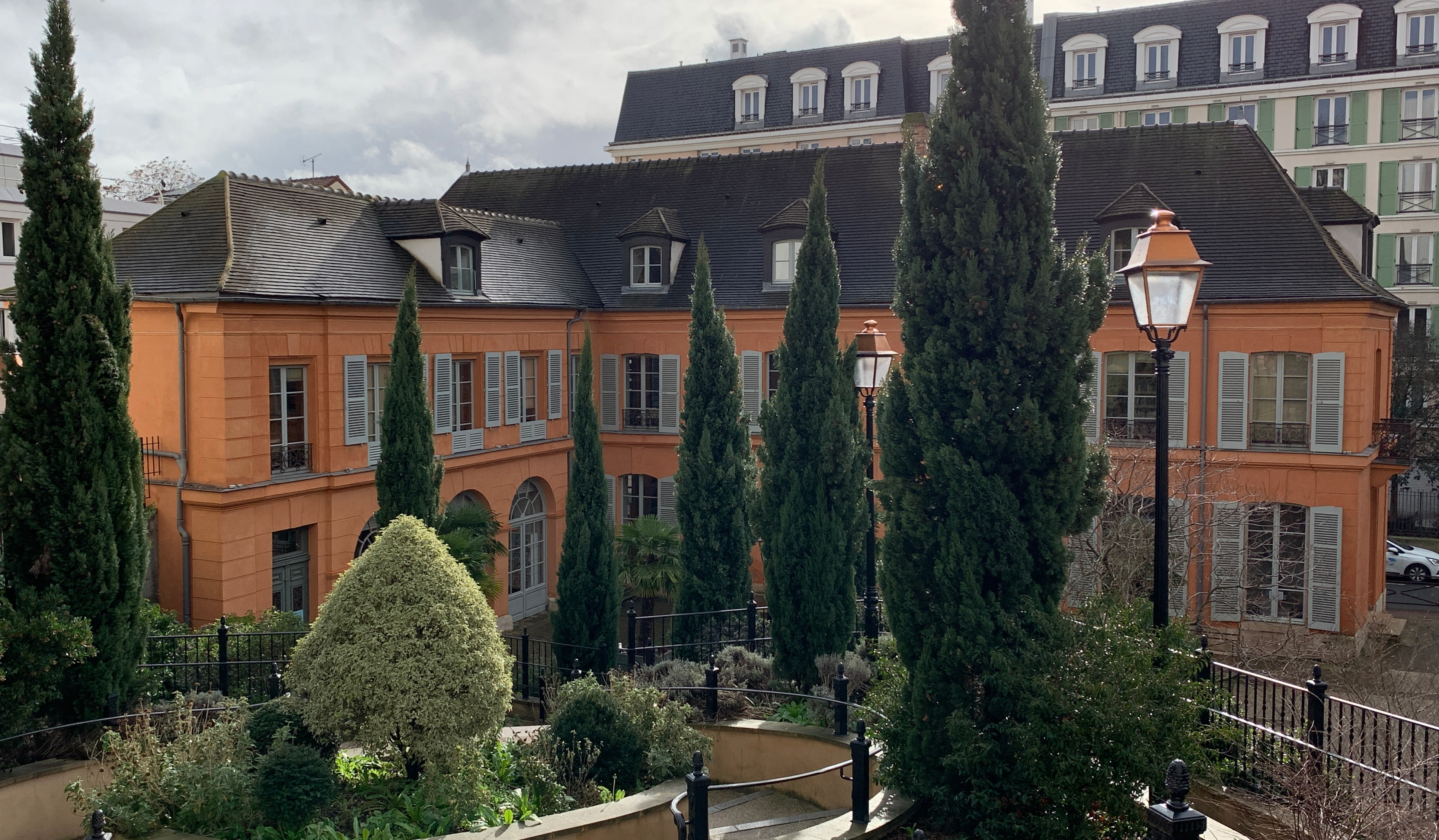
Maison natale d'Eugène Delacroix.
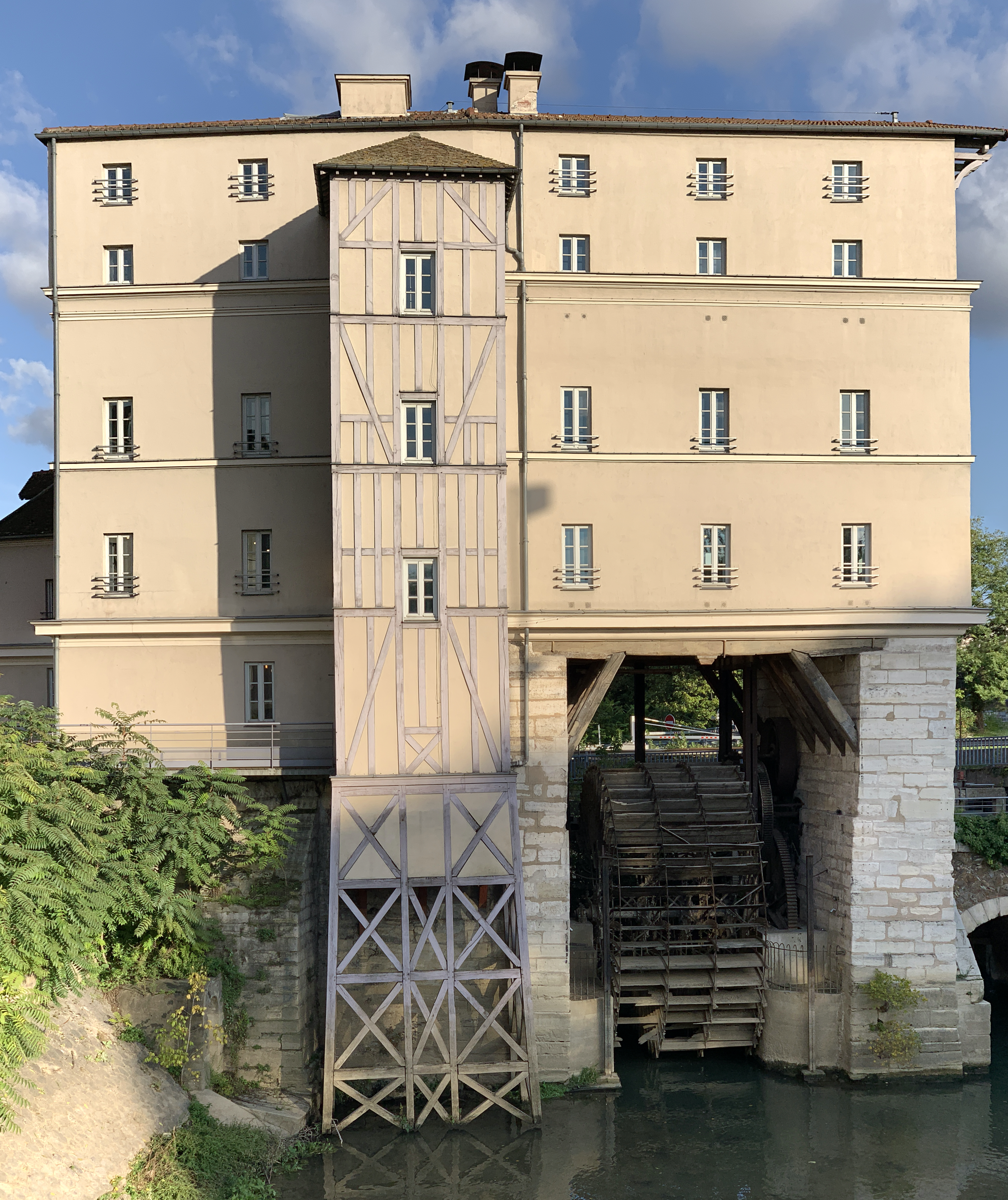
Moulin de la Chaussée.